# 43. Szaturnusz-gála
A 43. Szaturnusz-gála a 2016-os év legjobb filmes és televíziós sci-fi, horror és fantasy alakításait értékelte. A díjátadót 2017. június 28-án tartották a kaliforniai Burbankben, a műsor házigazdája Sean Gunn volt. A jelöltek listáját 2017. március 2-án hozták nyílvánosságra.

## Győztesek és jelöltek
Forrás:

### Film
| Legjobb sci-fi-film | Legjobb fantasyfilm |
| --- | --- |
| - Zsivány Egyes – Egy Star Wars-történet - Érkezés - A függetlenség napja – Feltámadás - Éjféli látomás - Utazók - Star Trek: Mindenen túl | - A dzsungel könyve - A barátságos óriás - Legendás állatok és megfigyelésük - Szellemirtók - Vándorsólyom kisasszony különleges gyermekei - Váratlan jóbarát - Elliott, a sárkány |
| Legjobb horrorfilm | Legjobb filmthriller |
| - Vaksötét - A boncolás - Démonok között 2. - Démon - Ouija: A gonosz eredete - Vonat Busanba – Zombi expressz - A boszorkány | - Cloverfield Lane 10 - A könyvelő - A lány a vonaton - A préri urai - Jason Bourne - A zátony - Széttörve |
| Legjobb akciófilm vagy kalandfilm | Legjobb nemzetközi film |
| - A számolás joga - Szövetségesek - Arany - A fegyvertelen katona - Tarzan legendája - A hét mesterlövész - Rendes fickók | - A szobalány - Áldozat? - Az eltűnés sorrendjében - A sellő - Shin Godzilla - Under the Shadow |
| Legjobb képregény-adaptáció | Legjobb animációs film |
| - Doctor Strange - Batman Superman ellen – Az igazság hajnala - Amerika Kapitány: Polgárháború - Deadpool - Suicide Squad – Öngyilkos osztag - X-Men: Apokalipszis | - Szenilla nyomában - Az ősök gyűrűje: Final Fantasy XV - Vaiana - Énekelj! - Trollok - Zootropolis – Állati nagy balhé |
| Legjobb rendező | Legjobb forgatókönyv |
| - Gareth Edwards – Zsivány Egyes – Egy Star Wars-történet - Scott Derrickson – Doctor Strange - Jon Favreau – A dzsungel könyve - Anthony Russo, Joe Russo – Amerika Kapitány: Polgárháború - Bryan Singer – X-Men: Apokalipszis - Steven Spielberg – A barátságos óriás - Denis Villeneuve – Érkezés | - Érkezés – Eric Heisserer - A barátságos óriás – Melissa Mathison (posztumusz) - Deadpool – Rhett Reese, Paul Wernick - Doctor Strange – Jon Spaihts, Scott Derrickson, C. Robert Cargill - A préri urai – Taylor Sheridan - Zsivány Egyes – Egy Star Wars-történet – Chris Weitz, Tony Gilroy                                                                              |
| Legjobb férfi főszereplő | Legjobb női főszereplő |
| - Ryan Reynolds – Deadpool (Wade Wilson / Deadpool) - Benedict Cumberbatch – Doctor Strange (Dr. Stephen Strange) - Chris Evans – Amerika Kapitány: Polgárháború (Steve Rogers / Amerika Kapitány) - Matthew McConaughey – Arany (Kenny Wells) - Chris Pine – Star Trek: Mindenen túl (James T. Kirk) - Chris Pratt – Utazók (Jim Preston) - Mark Rylance – A barátságos óriás (Az óriás)                          | - Mary Elizabeth Winstead – Cloverfield Lane 10 (Michelle) - Amy Adams – Érkezés (Louise Banks) - Emily Blunt – A lány a vonaton (Rachel Watson) - Taraji P. Henson – A számolás joga (Katherine Goble Johnson) - Felicity Jones – Zsivány Egyes – Egy Star Wars-történet (Jyn Erso) - Jennifer Lawrence – Utazók (Aurora Lane) - Narges Rashidi – Under the Shadow (Shideh) |
| Legjobb férfi mellékszereplő | Legjobb női mellékszereplő |
| - John Goodman – Cloverfield Lane 10 (Howard Stambler) - Chadwick Boseman – Amerika Kapitány: Polgárháború (T'Challa / Fekete Párduc) - Dan Fogler – Legendás állatok és megfigyelésük (Jacob Kowalski) - Diego Luna – Zsivány Egyes – Egy Star Wars-történet (Cassian Andor) - Zachary Quinto – Star Trek: Mindenen túl (Spock) - Christopher Walken – A dzsungel könyve (Lajcsi király)                          | - Tilda Swinton – Doctor Strange (Ősmágus) - Betty Buckley – Széttörve (Dr. Karen Fletcher) - Bryce Dallas Howard – Arany (Kay) - Scarlett Johansson – Amerika Kapitány: Polgárháború (Natasha Romanoff / Fekete Özvegy) - Kate McKinnon – Szellemirtók (Dr. Jillian "Holtz" Holtzmann) - Margot Robbie – Suicide Squad – Öngyilkos osztag (Harleen Quinzel / Harley Quinn)  |
| Legjobb fiatal színész | Legjobb filmzene |
| - Tom Holland – Amerika Kapitány: Polgárháború (Peter Parker / Pókember) - Ruby Barnhill – A barátságos óriás (Sophie) - Julian Dennison – Vademberek hajszája (Ricky) - Lewis MacDougall – Váratlan jóbarát (Conor O'Malley) - Neel Sethi – A dzsungel könyve (Maugli) - Anya Taylor-Joy – A boszorkány (Thomasin)                                                                                                | - Kaliforniai álom – Justin Hurwitz - A barátságos óriás – John Williams - Doctor Strange – Michael Giacchino - Legendás állatok és megfigyelésük – James Newton Howard - Utazók – Thomas Newman - Zsivány Egyes – Egy Star Wars-történet – Michael Giacchino |
| Legjobb vágás | Legjobb látványtervezés |
| - A barátságos óriás – Michael Kahn - Cloverfield Lane 10 – Stefan Grube - Érkezés – Joe Walker - Amerika Kapitány: Polgárháború – Jeffrey Ford, Matthew Schmidt - A dzsungel könyve – Mark Livolsi - Zsivány Egyes – Egy Star Wars-történet – John Gilroy, Colin Goudie, Jabez Olssen | - A barátságos óriás – Rick Carter, Robert Stromberg - Amerika Kapitány: Polgárháború – Owen Paterson - Doctor Strange – Charles Woods - Legendás állatok és megfigyelésük – Stuart Craig - Utazók – Guy Hendrix Dyas - Zsivány Egyes – Egy Star Wars-történet – Doug Chiang, Neil Lamont                                                                                    |
| Legjobb jelmez | Legjobb smink |
| - Legendás állatok és megfigyelésük – Colleen Atwood - Alice Tükörországban – Colleen Atwood - A barátságos óriás – Joanna Johnston - Doctor Strange – Alexandra Byrne - A szobalány – Sang-gyeong Jo - Zsivány Egyes – Egy Star Wars-történet – David Crossman, Glyn Dillon | - Star Trek: Mindenen túl – Joel Harlow, Monica Huppert - Doctor Strange – Jeremy Woodhead - Legendás állatok és megfigyelésük – Nick Knowles - Zsivány Egyes – Egy Star Wars-történet – Amy Byrne - Suicide Squad – Öngyilkos osztag – Allan Apone, Jo-Ann MacNeil, Marta Roggero - X-Men: Apokalipszis – Charles Carter, Rita Ciccozzi, Rosalina Da Silva                  |
| Legjobb különleges effektek | Legjobb független film |
| - Zsivány Egyes – Egy Star Wars-történet – John Knoll, Mohen Leo, Hal Hickel, Neil Corbould - Érkezés – Louis Morin, Ryal Cosgrove - A barátságos óriás – Joe Letteri, Joel Whist - Doctor Strange – Stephane Ceretti, Richard Bluff, Vincent Cirelli - Legendás állatok és megfigyelésük – Tim Burke, Christian Manz, David Watkins - A dzsungel könyve – Robert Legato, Adam Valdez, Andrew R. Jones, Dan Lemmon | - Kaliforniai álom - Az élet ára - Vademberek hajszája - Oroszlán - The Ones Below - Emlékezz! |

### Televízió

#### Műsorok
| Legjobb televíziós sci-fi-sorozat | Legjobb televíziós fantasysorozat |
| --- | --- |
| - Westworld (HBO) - A visszatérők (The CW) - Kolónia (USA Network) - A Térség (SyFy) - Falling Water (USA Network) - Incorporated (SyFy) - Időutazók (NBC)                                           | - Outlander – Az idegen (Starz) - Túloldal (Freeform) - Trónok harca (HBO) - A Jó Hely (NBC) - Lucifer az Újvilágban (Fox) - A varázslók (SyFy) - Preacher (AMC)                                                          |
| Legjobb televíziós horrorsorozat | Legjobb televíziós akcióthriller-sorozat |
| - The Walking Dead (AMC) - Amerikai Horror Story: Roanoke (FX) - Ash vs Evil Dead (Starz) - Az ördögűző (Fox) - Fear the Walking Dead (AMC) - Teen Wolf – Farkasbőrben (MTV) - Vámpírnaplók (The CW) | - Riverdale (The CW) - Animal Kingdom (TNT) - Bates Motel – Psycho a kezdetektől (A&E) - A kijelölt túlélő (ABC) - A titkok könyvtára (TNT) - Mr. Robot (USA Network) - Underground (WGN America)                         |
| Legjobb televíziós szuperhős-adaptáció sorozat | Legjobb televíziós websorozat |
| - Supergirl (The CW) - A S.H.I.E.L.D. ügynökei (ABC) - A zöld íjász (The CW) - Flash – A Villám (The CW) - Gotham (Fox) - Légió (FX)                                                                 | - Luke Cage (Netflix) (döntetlen) - Stranger Things (Netflix) (döntetlen) - Harry Bosch – A nyomozó (Amazon Prime Video) - Daredevil (Netflix) - Az ember a Fellegvárban (Prime Video) - A balszerencse áradása (Netflix) |
| Legjobb televíziós animációs film vagy sorozat | Legjobb televíziós műsor |
| - Star Wars: Lázadók (Disney XD) - BoJack Horseman (Netflix) - Family Guy (Fox) - A kis herceg (Netflix) - A Simpson család (Fox) - Trollvadászok (Netflix)                                          | - 11.22.63 (Hulu) - Channel Zero (SyFy) - Ki vagy, doki?: "Doctor Mysterio visszatér" (BBC America) - Mars - Utunk a vörös bolygóra (National Geographic Channel) - Éjszakai szolgálat (AMC) - Rats (Discovery Channel)   |

#### Színészek
| Legjobb televíziós színész | Legjobb televíziós színésznő |
| --- | --- |
| - Andrew Lincoln – The Walking Dead (AMC) (Rick Grimes) - Bruce Campbell – Ash vs Evil Dead (Starz) (Ash Williams) - Mike Colter – Luke Cage (Netflix) (Luke Cage) - Charlie Cox – Daredevil (Netflix) (Matt Murdock / Fenegyerek - Grant Gustin – Flash – A Villám (The CW) (Barry Allen / Flash) - Sam Heughan – Outlander – Az idegen (Starz) (James "Jamie" Fraser) - Freddie Highmore – Bates Motel – Psycho a kezdetektől (A&E) (Norman Bates) | - Melissa Benoist – Supergirl (The CW) (Kara Danvers / Supergirl) - Caitríona Balfe – Outlander – Az idegen (Starz) (Claire Fraser) - Kim Dickens – Fear the Walking Dead (AMC) (Madison Clark) - Vera Farmiga – Bates Motel – Psycho a kezdetektől (A&E) (Norma Bates) - Lena Headey – Trónok harca (HBO) (Cersei Lannister) - Sarah Paulson – Amerikai Horror Story: Roanoke (FX) (Audrey Tindall, Lana Winters, Shelby Miller) - Winona Ryder – Stranger Things (Netflix) (Joyce Byers) |
| Legjobb televíziós férfi mellékszereplő | Legjobb televíziós női mellékszereplő |
| - Ed Harris – Westworld (HBO) (Fekete ruhás férfi) - Linden Ashby – Teen Wolf – Farkasbőrben (MTV) (Stilinski) - Mehcad Brooks – Supergirl (The CW) (James Olsen) - Kit Harington – Trónok harca (HBO) (Havas Jon) - Lee Majors – Ash vs Evil Dead (Starz) (Brock Williams) - Norman Reedus – The Walking Dead (AMC) (Daryl Dixon) - Jeffrey Wright – Westworld (HBO) (Bernard Lowe)                                                                 | - Candice Patton – Flash – A Villám (The CW) (Iris West) - Kathy Bates – Amerikai Horror Story: Roanoke (FX) (Agnes Mary Winstead, Thomasin White) - Danai Gurira – The Walking Dead (AMC) (Michonne) - Melissa McBride – The Walking Dead (AMC) (Carol Peletier) - Thandiwe Newton – Westworld (HBO) (Maeve Millay) - Adina Porter – Amerikai Horror Story: Roanoke (FX) (Lee Harris) - Evan Rachel Wood – Westworld (HBO) (Dolores Abernathy)                                            |
| Legjobb televíziós vendégszereplő | Legjobb fiatal színész (televíziós sorozat) |
| - Jeffrey Dean Morgan – The Walking Dead (AMC) (Negan) - Ian Bohen – Teen Wolf – Farkasbőrben (MTV) (Peter Hale) - Tyler Hoechlin – Supergirl (The CW) (Clark Kent / Superman) - Anthony Hopkins – Westworld (HBO) (Robert Ford) - Leslie Jordan – Amerikai Horror Story: Roanoke (FX) (Ashley Gilbert) - Dominique Pinon – Outlander – Az idegen (Starz) (Raymond)                                                                                  | - Millie Bobby Brown – Stranger Things (Netflix) (Tizenegy) - KJ Apa – Riverdale (The CW) (Archie Andrews) - Max Charles – The Strain (FX) (Zach Goodweather) - Alycia Debnam-Carey – Fear the Walking Dead (AMC) (Alicia Clark) - Lorenzo James Henrie – Fear the Walking Dead (AMC) (Chris Manawa) - Chandler Riggs – The Walking Dead (AMC) (Carl Grimes) |

### Házimozi
| Legjobb DVD vagy Blu-ray | Legjobb speciális kiadású DVD vagy Blu-ray |
| --- | --- |
| - Tales of Halloween - Züllöttség - The Girl - A homár - Az ember, aki ismerte a végtelent - Kokszongi sirató | - Fantazma: Remastered - Batman Superman ellen – Az igazság hajnala (Ultimate Edition) - Sziklák szeme (Limited Edition) - Szuper haver (Signature Edition) - Mad Max – A harag útja (Black and Chrome Edition) - Káin ébredése (Collector's Edition) |
| Legjobb klasszikus film DVD vagy Blu-ray | Legjobb televíziós műsor DVD vagy Blu-ray |
| - Időről időre - Az éjféli vándor - Donovan's Brain - Gog 3D - Földön kívüli jövevények - A kislány, aki az utcánkban lakik | - Hannibal: A teljes sorozat - Banshee: Az utolsó évad - Mr. Robot: 2. évad - Borzalmak városa - Star Trek: The Animated Series - Versailles: Első évad                                                                                               |
| Legjobb DVD vagy Blu-ray gyűjtemény | |
| - Frankenstein: A teljes gyűjtemény (Frankenstein, Frankenstein menyasszonya, Frankenstein fia, Frankenstein szelleme, Frankenstein találkozik a farkasemberrel, Frankenstein háza, Drakula háza, Abbott and Costello Meet Frankenstein) - Buster Keaton rövidfilmes gyűjtemény 1917–23 (The Rough House, Egy hét, A 13-as fegyenc, Madárijesztő, Szomszédok, A kísértetjárta ház, A pech, Frigo, a mesterlövész, A kecske, A színház, A csónak, A sápadtarcú, Hekusok, A nejem pereputtya, A kovács, A fagyos észak, Ráz a ház, Ábrándozás, A léghajós, Szerelmi fészek) - Herschell Gordon Lewis filmjei (Blood Feast, Scum of the Earth!, Two Thousand Maniacs!, Moonshine Mountain, Color Me Blood Red, Something Weird, The Gruesome Twosome, A Taste of Blood, She-Devils on Wheels, Just for the Hell of It, How to Make a Doll, The Wizard of Gore, This Stuff'll Kill Ya!, The Gore Gore Girls) - Marx fivérek-gyűjtemény (A kókuszdiók, Gyanús dolog, Majomságok, Horse Feathers, Kacsaleves) - Az afroamerikai filmművészet úttörői (Birthright, The Blood of Jesus, Body and Soul, The Bronze Buckaroo, By Right of Birth, Commandment Keeper Church, Beaufort South Carolina, May 1940, Darktown Revue, Dirty Gertie from Harlem USA, Eleven P.M., The Exile, The Flying Ace, God's Step Children, Heaven-Bound Traveler, Hellbound Train, Hot Biskits, Mercy the Mummy Mumbled, Regeneration, The Scar of Shame, S.S. Jones Home Movies, The Symbol of the Unconquered: A Story of the KKK, Ten Minutes to Live, Ten Nights in a Bar Room, Two Knights of Vaudeville, Veiled Aristocrats, Verdict Not Guilty, We Work Again, Közöttünk történt) - Farkasember: A teljes gyűjtemény (A farkasember, Frankenstein találkozik a farkasemberrel, Frankenstein háza, Drakula háza, Abbott and Costello Meet Frankenstein, A londoni vérfarkas, A londoni Farkasnémber) | |

### Különdíj
- The Visionary Award: Akiva Goldsman
- Életműdíj: Lee Majors
- The Filmmakers Showcase Award: Rick Jaffa és Amanda Silver
- The Special Recognition Award: Heavy Metal (magazin)
- The Breakthrough Performance Award: KJ Apa

## Fordítás
- Ez a szócikk részben vagy egészben  a(z)   43rd Saturn Awards című angol Wikipédia-szócikk fordításán alapul.  Az eredeti cikk szerkesztőit annak laptörténete sorolja fel. Ez a jelzés csupán a megfogalmazás eredetét és a szerzői jogokat jelzi, nem szolgál a cikkben szereplő információk forrásmegjelöléseként.